# Светски куп у биатлону 2013/14 — 6. коло
Шесто коло Светског купа у биатлону 2013/14 одржано је од 16. до 19. јануара 2014. године у Атхолц-Антерселвиу, (Италија).

## Сатница такмичења
| Датум      | Време (UTC+3) | Дисциплина               |
| ---------- | ------------- | ------------------------ |
| 16. јануар | 14:30         | Спринт 7,5 км, жене      |
| 17. јануар | 14:50         | Спринт 10 км, мушкарци   |
| 18. јануар | 11,45         | Потера 10 км, жене       |
| 18. јануар | 14:30         | Потера 12,5 км, мушкарци |
| 19. јануар | 11:45         | Женска штафета 4 х 6 км  |
| 19. јануар | 14:15         | Мушка штафета 4 х 7,5 км |

## Освајачи медаља

### Мушкарци
| Дисциплина:             | Злато:                                                                      | Време                                         | Сребро:                                                                          | Време                                                     | Бронза:                                                             | Време                                                     |
| Спринт 10 км детаљи     | Симон Шемп · Немачка · Лукас Хофер · Италија                                | 24:44.9 (0+0) 24:44.9 (0+1)                   | –                                                                                | –                                                         | Арнд Пајфер · Немачка                                               | 24:49.2 (0+0)                                             |
| Потера 12,5 км детаљи   | Симон Шемп · Немачка                                                        | 31:20.6 (1+0+1+0)                             | Жан Гијом Беатрикс · Француска                                                   | 31:22.1 (0+0+0+1)                                         | Henrik L'Abée-Lund · Норвешка                                       | 31:25.4 (0+0+2+0)                                         |
| Штафета 4x7,5 км детаљи | Француска · Симон Фуркад · Алексис Беф · Жан Гијом Беатрикс · Мартен Фуркад | 1:14:34,1 (0+0) (0+2) (0+2) (0+0) (0+0) (0+0) | Шведска · Тобијас Арвидсон · Бјерн Фери · Фредерк Линдстрем · Карл Јохан Бергман | 1:14:36,7 (1+3) (0+1) (0+0) (0+0) (0+0) (0+1) (0+0) (0+0) | Немачка · Ерик Лесер · Андреас Бирнбахер · Арнд Пајфер · Симон Шемп | 1:15:12,9 (0+1) (0+2) (0+1) (1+3) (0+0) (0+1) (0+2) (0+0) |

### Жене
| Дисциплина:           | Злато:                                            | Време                                             | Сребро:                                           | Време                                             | Бронза:                                           | Време                                             |
| Спринт 7,5 км детаљи  | Анаис Бескон · Француска                          | 20:30,2 (0+1)                                     | Андреа Хенкел · Немачка                           | 20:36,9 (0+0)                                     | Дарја Домрачева · Белорусија                      | 20:40,3 (0+2)                                     |
| Потера 10 км детаљи   | Андера Хенкел · Немачка                           | 31:04,5 (0+0+0+0)                                 | Надежда Скардино · Белорусија                     | 31:06,1 (0+0+0+0)                                 | Тора Бергер · Норвешка                            | 31:11,1 (1+0+2+0)                                 |
| Штафета 4x6 км детаљи | Није одржано због слабе видљивости и густе магле. | Није одржано због слабе видљивости и густе магле. | Није одржано због слабе видљивости и густе магле. | Није одржано због слабе видљивости и густе магле. | Није одржано због слабе видљивости и густе магле. | Није одржано због слабе видљивости и густе магле. |

## Биланс медаља
| Земља      | Злато | Сребро | Бронза | Укупно |
| ---------- | ----- | ------ | ------ | ------ |
| Немачка    | 3     | 1      | 2      | 6      |
| Француска  | 2     | 1      | 0      | 3      |
| Италија    | 1     | 0      | 0      | 1      |
| Белорусија | 0     | 1      | 1      | 2      |
| Шведска    | 0     | 1      | 0      | 1      |
| Норвешка   | 0     | 0      | 2      | 2      |
| Укупно     | 6     | 4      | 5      | 15     |

## Успеси
Навећи успеси свих времена
| - Симон Шемп Немачка, 1. место у спринту - Лукас Хофер Италија, 1. место у спринту - Жан Гијом Беатрикс Француска, 2. место у потери - Красимир Анев Бугарска, 7. место у потери - Брендан Грим Канада, 8. место у спринту - Кентин Фијон Маје Француска, 14. место у потери - Томаш Крупчик Чешка, 25. место у спринту | - Анаис Бескон Француска,, 1. место у спринту - Надежда Скардино Белорусија, 2. место у потери - Јитка Ландова Чешка, 27. место у спринту - Галина Нечкасова Русија, 31. место у потери - Ванеса Хинц Немачка, 41. место у потери - Федерика Санфилипо Италија, 42. место у потери - Chardine Sloof Холандија, 44. место у спринту - Наташа Калина Белорусија, 64. место у спринту |

Прва трка у светском купу
| - Артем Тушченко Украјина, 90. место у спринту - Александар Патријукс Летонија, 100. место у спринту | - Олга Абрамова Украјина, 54. место у спринту - Федерика Санфилипо Италија, 55. место у спринту - Галина Нечкасова Русија, 59. место у спринту - Ирина Варвинес Украјина, 62. место у спринту - Gaudvile Nalivaikaite Литванија, 97. место у спринту |